# Wayne David
Wayne David (né le 1er juillet 1957) est un homme politique du parti travailliste britannique, qui est député pour Caerphilly de 2001 à 2024. Il est sous-secrétaire d'État parlementaire au Pays de Galles de 2008 à 2010. Il est nommé ministre de l'Europe de l'ombre en 2010, ministre de l'ombre de la réforme politique et constitutionnelle en 2011 et secrétaire privé parlementaire d'Ed Miliband en octobre 2013. Il est député européen de 1989 à 1999.

## Jeunesse et éducation
David est né à Bridgend, fils d'un enseignant et petit-fils d'un mineur de charbon. Il grandit dans le village de Cefn Cribwr et fréquente la Cynffig Comprehensive School avant de fréquenter le University College de Cardiff, où il obtient un BA en histoire et histoire galloise en 1979. Après avoir étudié l'histoire économique au University College de Swansea, il retourne à Cardiff et obtient son diplôme d'enseignant en 1983 avec un PGCE de l'University College Cardiff. Il reçoit le prix Charles Morgan d'histoire galloise en 1979.
David enseigne l'histoire à la Brynteg Comprehensive School, Bridgend de 1983 à 1985, quand il part travailler pour la Workers 'Educational Association. Il est le président de War on Want Cymru en 1987, avant de se retirer en 1989.

## Carrière politique
David est élu à l'exécutif gallois du Parti travailliste de 1981 à 1982 et de 1986 à 1989. Il est élu conseiller du Conseil communautaire de Cefn Cribwr en 1985 et en est le président en 1986-1987, avant de démissionner en 1990. Il est membre du Comité exécutif national du Parti travailliste pendant quatre ans à partir de 1994.
David est élu député européen de South Wales Central en 1989 et sert jusqu'en 1999. Il est le trésorier du Parti travailliste du Parlement européen de 1989 à 1991, devenant son chef en 1994 jusqu'à ce qu'il quitte la politique européenne.
Il démissionne pour se présenter à la Rhondda lors de la première élection de l'Assemblée nationale du Pays de Galles en 1999. David perd contre le candidat Plaid Cymru par plus de 2000 voix.
David est élu au Parlement de Westminster lors des élections générales de 2001 pour Caerphilly, à la suite du départ de l'ancien secrétaire d'État au Pays de Galles Ron Davies. Il prononce son premier discours le 17 juin 2001, dans lequel il appelle à la création d'un nouvel hôpital dans sa circonscription.
En 2005, il est nommé secrétaire parlementaire privé de l'équipe du ministère de la Défense, puis du ministre d'État de l'époque, Adam Ingram (en). Il démissionne de ce poste le 6 septembre 2006, en raison du refus de Tony Blair de donner une date pour démissionner de ses fonctions de Premier ministre, avec plusieurs autres.
Lorsque Gordon Brown succède à Blair au poste de Premier ministre, Wayne David est promu au gouvernement en tant que whip adjoint du gouvernement au bureau pour le Pays de Galles et au ministère du Travail et des Pensions. À la suite du remaniement gouvernemental en octobre 2008, David est nommé Sous-secrétaire d'État parlementaire au Pays de Galles. Il occupe ce poste jusqu'à ce que les travaillistes quittent leurs fonctions en mai 2010.
Avec le parti travailliste dans l'opposition, il est ministre fantôme pour le Pays de Galles entre mai et octobre 2010, lorsqu'il est nommé ministre de l'Europe de l'ombre, après la victoire d'Ed Miliband aux élections à la direction du parti travailliste. Wayne David est ministre de l'Europe de l'ombre jusqu'à ce qu'il devienne ministre de l'ombre pour la réforme politique et constitutionnelle en octobre 2011. Il est ensuite secrétaire parlementaire privé d'Ed Miliband.
Il soutient Owen Smith dans la tentative ratée de remplacer Jeremy Corbyn lors des élections à la direction du Parti travailliste de 2016.

## Vie privée
Il est marié à Catherine Thomas de 1991 à 2007 (divorcé) et épouse Jayne Edwards en 2016.

## Publications
- Building on Maastricht: A Left Agenda for Europe par Wayne David, 1993, Tribune Group of Euro MPs
- Going Forward in Europe par Wayne David, 1994
- Contributeur à The Future of Europe: Problems and Issues for the Twenty-First Century par Wayne David, 1996, St Martin's Press , (ISBN 0-333-66600-3)
- Remaining True: A biography of Ness Edwardss par Wayne David, Préface de Neil Kinnock, 2006, Publié par la Caerphilly Local History Society, (ISBN 0-9542782-1-6)